# Стовпни
Стовпни (укр. Стовпні) — село в Белоберёзской сельской общине Верховинского района Ивано-Франковской области Украины.
Население по переписи 2001 года составляло 63 человека. Занимает площадь 10 км². Почтовый индекс — 78736. Телефонный код — 3432.